# Mitglieder der Königlich Dänischen Akademie der Wissenschaften ab 1942
Diese Liste umfasst Mitglieder der Königlich Dänischen Akademie der Wissenschaften (dänisch Det Kongelige Danske Videnskabernes Selskab) ab dem Jahr 1942.

## Dänische Mitglieder
Dänische Mitglieder mit Stand 2012:
| - Jens Als-Nielsen - Jan Ambjørn - Ellen Andersen - Henning Haahr Andersen - Jens Ulrik Andersen - Nils Overgaard Andersen - Svend Olav Andersen - Torben Andersen - Torkild Andersen - Charlotte Appel - Peter Arctander - Lars Arge - John Avery - Carl Bache - Thor Bak - Henrik Balslev - Ole Barndorff-Nielsen - Hans Basbøll - Ellen Margrethe Basse - Klaus Bechgaard - Christian Berg - John Bergsagel - Flemming Besenbacher - Trine Bilde - Sven Bjørnholm - Thomas Bjørnholm - David Bloch - Klaus Bock - Henrik Bohr - Tomas Bohr - Mikael Bols - Jacobus Jan Boomsma - Claus Bræstrup - Hans Bräuner-Osborne - Henrik Breuning-Madsen - Richard Bromley - Charles Kent Brooks - Gerald Brown - Søren Brunak - Vagn Buchwald - Else Marie Bukdahl - Claus Bundesen - Søren Buus - Donald Canfield - Julio E. Celis - Bent Christensen - Johnny Christensen - Jørgen Christensen-Dalsgaard - Freddy Bugge Christiansen - Brian F. C. Clark - Henrik Clausen - Finn Collin - Jens Peder Dahl - Dorthe Dahl-Jensen - Kirsten Drotner - Jeppe Dyre - Sten Ebbesen - Inger Ejskjær - Bo Elberling - Elisabeth Engberg-Pedersen - Troels Engberg-Pedersen - Henrik Enghoff - Hector Estrup - David Favrholdt - Ole Feldbæk - Gillian Fellows-Jensen - Tom Fenchel - Mogens Flensted-Jensen - Jes Forchhammer - Robert Frei - Ib Friis - Karsten Friis-Jensen - Bent Fuglede - Vincent Gabrielsen - Mirjam Gelfer-Jørgensen - Ulrik Gether - Kristof Glamann - Bernhard Gomard - Frans Gregersen - Torben Greve - Cornelis Grimmelikhuijzen - Arne Grøn - Nina Grønnum - Uffe Haagerup - Claus Hammer - Lise Hannestad - Hans Jørgen Hansen - John Renner Hansen - Michael Møller Hansen - Mogens Herman Hansen - Ole Hansen - Peter Harder - Kirsten Hastrup - Kristian Helin | - Michael Dencker Herslund - Ole Hindsgaul - Øystein Hjort - Jens Hjorth - Else Kay Hoffmann - Jesper Høgenhaven - Jens Juul Holst - Hans Hultborn - Finn Ove Hvidberg-Hansen - Bo Brummerstedt Iversen - Andrew Jackson - Eric Jacobsen - Christian Søndergaard Jensen - Dorte Juul Jensen - Eva Vedel Jensen - Jørgen Steen Jensen - Kaj Sand Jensen - Minna Skafte Jensen - Mogens Høgh Jensen - Knud J. V. Jespersen - Hans Christian Johansen - Peter Johansen - Søren Johansen - Sven Jonasson - Pétur Jónasson - Bo Barker Jørgensen - Karl Anker Jørgensen - Lars Jørgensen - Peter Leth Jørgensen - Sven-Aage Jørgensen - Katarina Juselius - Niels Kærgård - Morten Kielland-Brandt - Thomas Kiørboe - Jørgen Kjems - Gitte Moos Knudsen - Carl Henrik Koch - Lene Koch - Simo Køppe - Helge Kragh - Charlotte Fløe Kristjansen - Niels Peder Kristensen - Reinhardt Møbjerg Kristensen - Anders Krogh - Povl Krogsgaard-Larsen - Michael Kühl - Rolf Kuschel - David Lando - Kai Larsen - Erik Hviid Larsen - Kim Guldstrand Larsen - Lotte Melchior Larsen - Mogens Trolle Larsen - Peder Olesen Larsen - Ulrik Lassen - Martin Schwarz Lausten - Olof Lidin - Gunner Lind - Jan Linderberg - Volker Loeschcke - Anne Løkke - Jonna Louis-Jensen - Hans Peter Lund - Henning Lund - Flemming Lundgreen-Nielsen - Jesper Lützen - Ib Madsen - Jes Madsen - Jan Maegaard - Emil Makovicky - Kjeld Marcker - Poul Christian Matthiessen - Arvid B. Maunsbach - Morten Meldal - Axel Michelsen - Olaf Michelsen - Thomas Mikosch - Gretty Mirdal - Øjvind Moestrup - Søren Kragh Moestrup - Søren Molin - Birger Lindberg Møller - Hans Bjerrum Møller - Klaus Mølmer - Finn Hauberg Mortensen - Peder Mortensen - Ben Mottelson - Ole G. Mouritsen - Lars Munck - John Mundy - Ida Nicolaisen - Eduard Nielsen - Brian Bech Nielsen - Holger Bech Nielsen | - Ole John Nielsen - Lauge Olaf Nielsen - Marita Akhøj Nielsen - Niels Christian Nielsen - Søren Nielsen - Jytte Reichstein Nilsson - Poul Nissen - Poul Erik Nissen - Nanna Noe-Nygaard - Morten Nøjgaard - Igor Dmitrijewitsch Nowikow - Per Øhrgaard - Poul Olesen - Søren-Peter Olesen - Birger Munk Olsen - Olaf Olsen - Karen Fog Olwig - Leif Østergaard - Martin Ottesen - Benedikt Otzen - Daniel Otzen - Marianne Pade - Michael Gjedde Palmgren - Olaf Paulson - Bente Klarlund Pedersen - Finn Skou Pedersen - Fritz Saaby Pedersen - Peder Jørgen Pedersen - Gunnar Persson - Christopher Pethick - Eugene Polzik - Ove Poulsen - Carsten Rahbek - Kaare Lund Rasmussen - Svend Erik Rasmussen - Catharina Raudvere - Jens Rehfeld - Peter Roepstorff - Mikael Rørdam - Minik Rosing - Kim Ryholt - Bengt Saltin - Claus Schäffer - Mikkel H. Schierup - Henrik Schlichtkrull - Lene Schøsler - Thue Schwartz - Detlef Siegfried - Ole Sigmund - Peter Sigmund - Gunnar Sjöblom - Jens Christian Skou - Jakob Skovgaard-Petersen - Troels Skrydstrup - Jens Erik Skydsgaard - Nina Smith - Kim Sneppen - Jan Philip Solovej - Morten Søndergaard - Henning Sørensen - Knud Sørensen - Michael Sørensen - Peter Birch Sørensen - Niels Steensgaard - Lars Stemmerik - Jon Stewart - Frederik Stjernfelt - Bjarne Stoklund - Vladimir F. Stolba - Arne Strid - Finn Surlyk - Arne Svejgaard - Jens-Christian Svenning - Ditlev Tamm - Jörn Thiede - Christian Thodberg - Carsten Thomassen - Niels Anker Thorn - Hans Thybo - Niels Thygesen - Jens Ulstrup - Ole Wæver - Alan Walmsley - Tobias Wang - Anette Warring - Jesper Wengel - Ole Westergaard - Diter von Wettstein - Ulla Wewer - Eske Willerslev - Carsten Wiuf - Dan Zahavi - Keld Zeruneith |

## Auswärtige Mitglieder
Auswärtige Mitglieder mit Stand 2012:
- Wilfried Barner (1937–2014), Literaturwissenschaftler, em. Universität Göttingen.
- Jacques Duchesne-Guillemin (1910–2012), belgischer Iranist
- Lars Gårding (1919–2014), schwedischer Mathematiker
- Lars Hörmander (1931–2012), schwedischer Mathematiker
- Vadim M. Masson (1929–2010), Archäologe, Institute for the History of the Material Culture of the Russian Academy of Sciences
- Øystein Rian (* 1945), Historiker, Historisk institutt, Universität Oslo
- Heinrich W. Schwab (1938–2025), deutscher Musikwissenschaftler
- Valerij E. Vozgrin (* 1937), Volkskundler, Det Russiske Videnskabsakademi, Institut Istorii

## Neumitglieder 2012
Im Jahr 2012 neu beigetretene Mitglieder:
- Trine Bilde, Biowissenschaftler, Universität Århus
- Henrik Clausen, Odontologe, Universität Kopenhagen
- Jeppe Dyre, Physiker, RUC
- Bo Elberling, Geograf, Universität Kopenhagen
- Charlotte Fløe Kristjansen, Physiker, Niels Bohr Institutet
- David Lando, Mathematiker und Ökonom, Copenhagen Business School
- Søren Moestrup, Biochemie, Universität Århus
- Tobias Wang, Physiologe, Universität Århus
- Carsten Wiuf, Statistiker, Universität Kopenhagen

Auswärtige Neumitglieder 2012
- Peter Agre, Molekularbiologe, Johns Hopkins University, USA
- Chunli Bai, Chemie, Präsident der Chinesischen Akademie der Wissenschaften, VR China
- Jiri Bartek, Kræftens Bekæmpelse (The Danish Cancer Society), Kopenhagen
- Lars Hesselholt, Mathematiker, Universität Nagoya, Japan
- Peter Høj, Chemie, University of Queensland, Australien
- Jiri Lukas, Novo Nordisk Foundation Center for Protein Research, Kopenhagen
- Charles Marcus, Physiker, Universität Kopenhagen